# NK Zadar
NK Zadar este un club de fotbal din Zadar, Croația.Echipa susține meciurile de acasă pe Stanovi Stadium cu o capacitate de 5.860 de locuri.